# Calunga (umbanda)
Calunga, na umbanda, é um termo que designa cada uma de suas divindades secundárias. Por extensão, pode ser usado para designar a imagem das divindades secundárias.